# Athous spalatrensis
Athous spalatrensis là một loài bọ cánh cứng trong họ Elateridae. Loài này được Reitter miêu tả khoa học năm 1894.